# 安納波利斯 (伊利諾伊州)
安納波利斯（英語：Annapolis）是位於美國伊利諾伊州克勞福德縣的一個人口普查指定地區。

## 地理
安納波利斯的座標為39°08′40″N 87°49′00″W / 39.14444°N 87.81667°W，而該地最高點為海拔高度177米（即581英尺）。

## 人口
根據2010年美國人口普查的數據，安納波利斯的面積為0.08平方千米，當中陸地面積為0.08平方千米，而水域面積為0.00平方千米。當地共有人口55人，而人口密度為每平方千米687.5人。